# 선착장

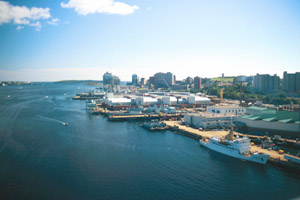
선착장

선착장(船着場)은 강이나 좁은 바닷 물목에서, 배가 닿고 떠나고 하는 일정한 곳이다. 선착장은 항해 중이 아닐 때 선박을 계류하는 데 사용되는 항구 또는 항구의 지정된 위치이다. 선착장은 화물이나 사람을 선박에서 내리거나 싣는 것을 용이하게 할 수 있는 안전하고 안전한 계류를 허용한다.